# 花巻市消防本部
花巻市消防本部（はなまきししょうぼうほんぶ）は、岩手県花巻市の消防部局（消防本部）。

## 沿革
- 1974年4月1日、花巻市、稗貫郡石鳥谷町、大迫町及び和賀郡東和町の1市3町で消防事務の共同処理を目的に花巻地区消防事務組合を設立。花巻市消防本部が花巻地区消防事務組合消防本部に移行。
- 2005年12月31日、花巻地区消防事務組合が解散。
- 2006年1月1日、花巻市、石鳥谷町、大迫町及び東和町の新設合併に伴い、新たな花巻市が発足。花巻市消防本部を設置。

## 組織
- 本部 - 総務課、消防課、通信指令課
- 消防署

## 不祥事
2019年11月8日、花巻北消防署の26歳の男性消防士が、速度超過で免許停止処分を受けていたにもかかわらず無免許で救急車や自家用車などを運転していたことが発覚した。同消防本部は岩手県警花巻警察署届け出ており、刑事処分の状況を見て処分を下すとしている。

## 主力機械
2020年4月1日現在 
- 普通消防ポンプ自動車：1
- 水槽付消防ポンプ自動車：6
- 水槽車：1
- はしご付消防自動車：1
- 化学消防自動車：1
- 救急自動車：9
- 救助工作車：1
- 指揮車：2
- 後方支援車：1
- 資機材搬送車：2
- 連絡車：3
- その他：3

## 消防署
| 消防署         | 住所                        | 分署                            | 分遣所                                                      |
| -------------- | --------------------------- | ------------------------------- | ----------------------------------------------------------- |
| 花巻中央消防署 | 材木町12番6号               | 東和：東和町安俵6区115番地      | 花巻温泉：湯本第5地割21番地1 花巻南温泉：湯口字大沢187番地2 |
| 花巻北消防署   | 石鳥谷町八幡第4地割100番地1 | 大迫：大迫町大迫第13地割22番地1 |                                                             |

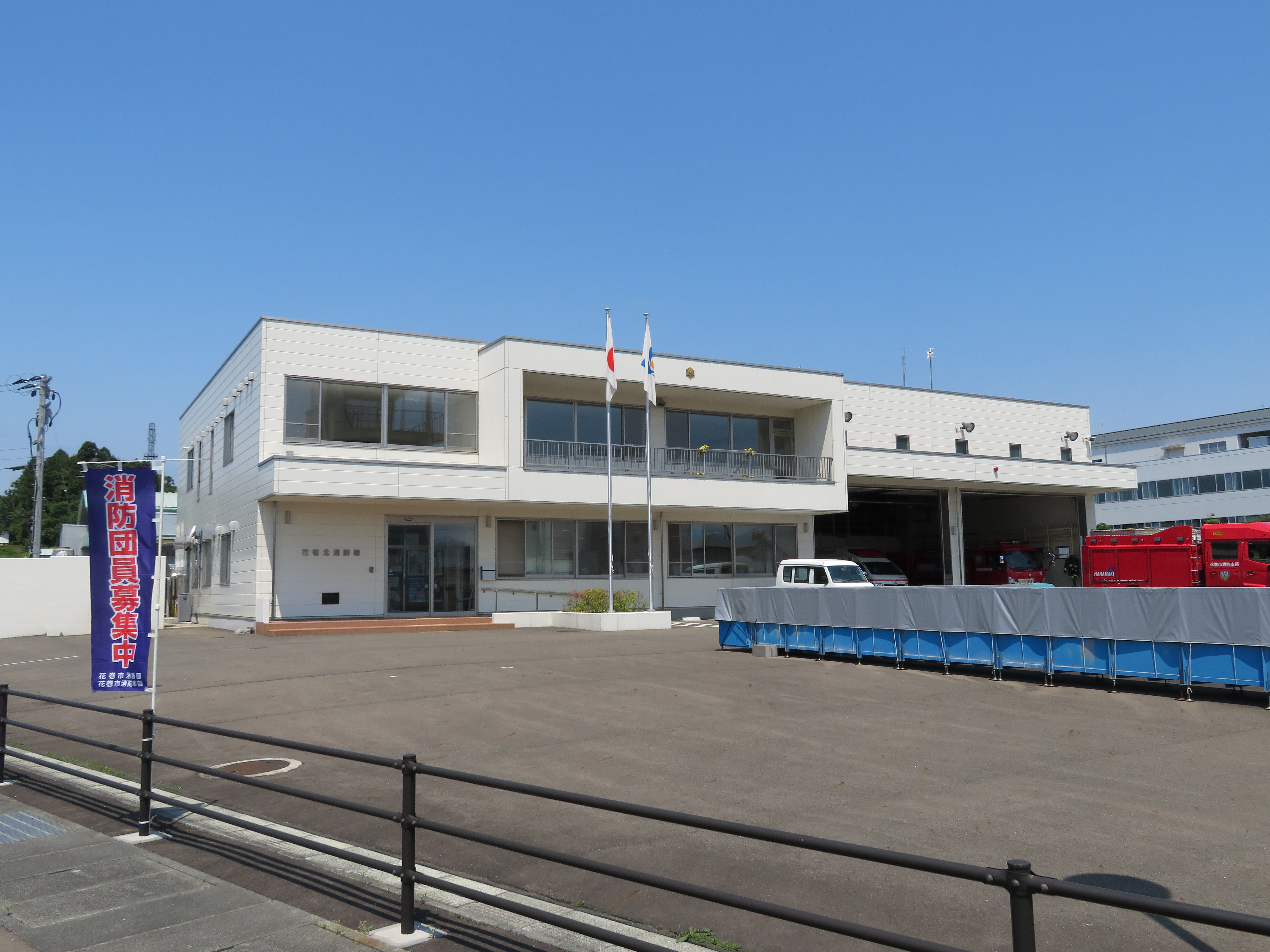
花巻北消防署
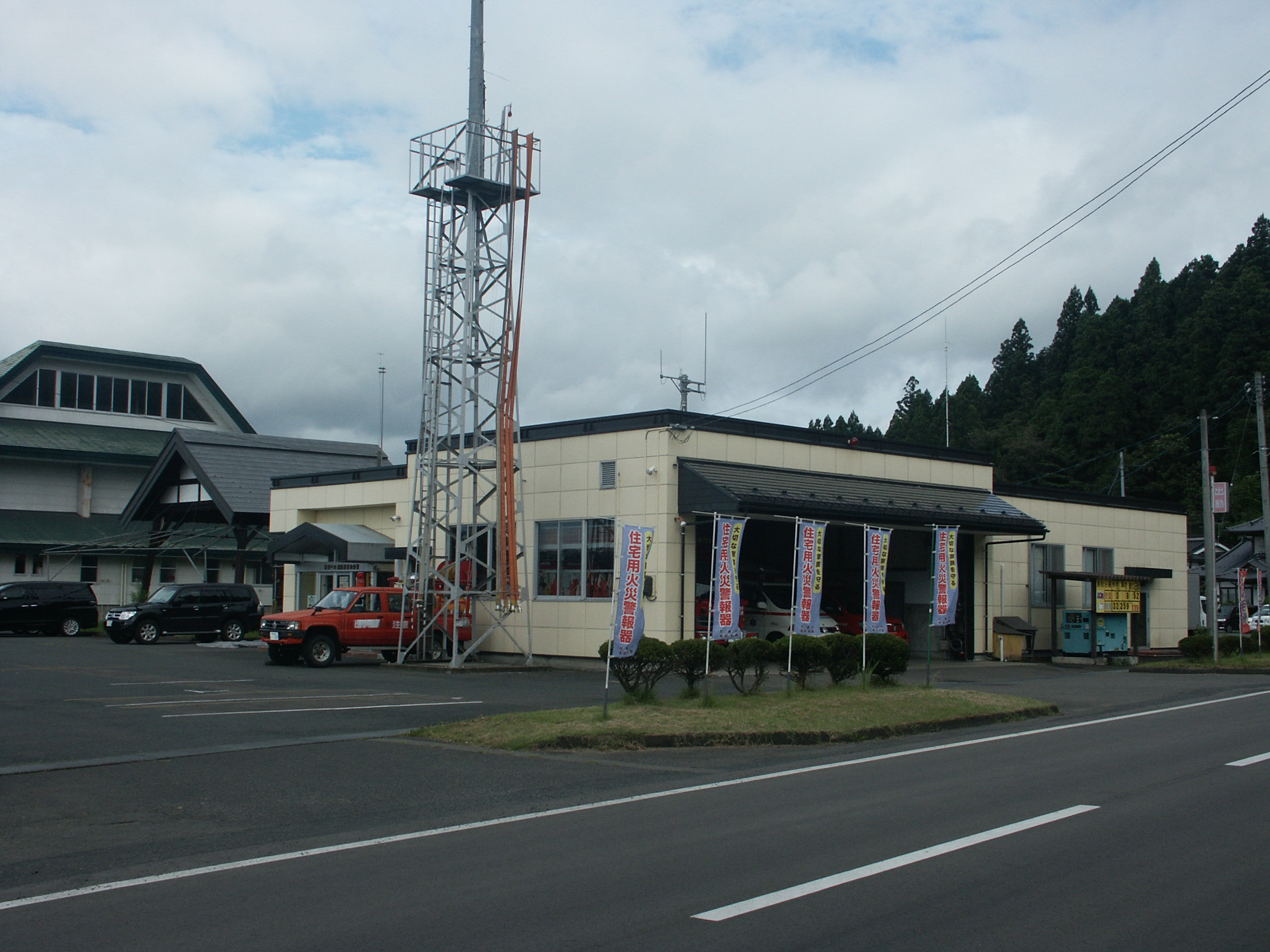
花巻中央消防署東和分署
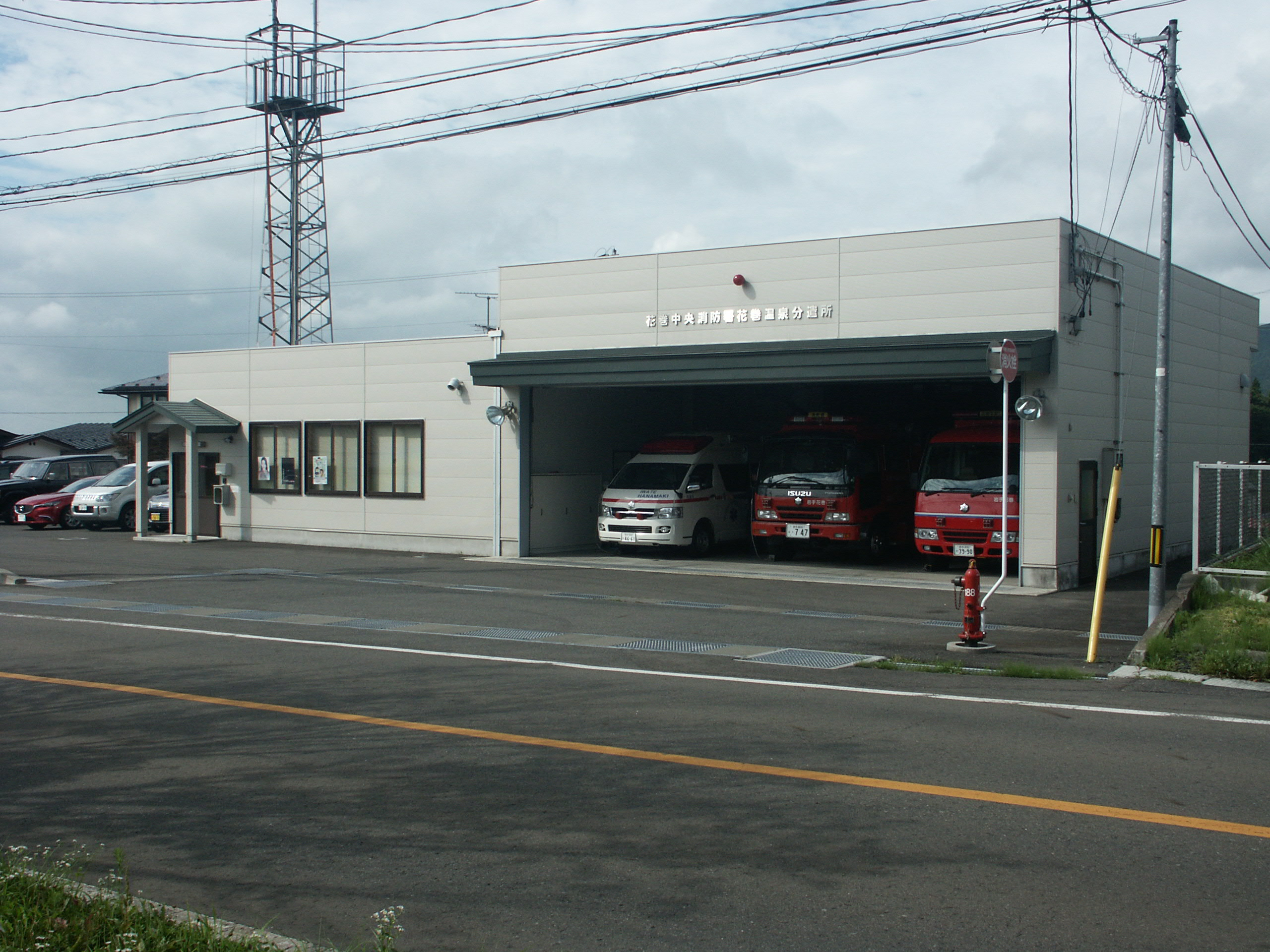
花巻中央消防署花巻温泉分遣所